# Fumetti di My Little Pony - L'amicizia è magica (serie principale)
Questa pagina contiene la lista completa dei fumetti appartenenti alla serie principale intitolata My Little Pony - L'amicizia è magica. Il primo numero è stato distribuito a partire dal 28 novembre 2012 dalla IDW Publishing. Attualmente, anche in Italia è in atto la vendita di questi fumetti, tradotti e dal titolo appunto My Little Pony - L'amicizia è magica e messi in vendita a partire da novembre 2013 nelle fumetterie e online dalla Edizioni BD.

## Lista fumetti
| N° | Titolo originale (Stati Uniti)            | Titolo volume intero USA                       | Titolo italiano                          | 1° pub. USA       | 1° pub. Italia |
| -- | ----------------------------------------- | ---------------------------------------------- | ---------------------------------------- | ----------------- | -------------- |
| 1  | The Return of Queen Chrysalis - part 1    | My Little Pony: Friendship Is Magic - Volume 1 | My Little Pony - L'amicizia è magica 001 | 28 novembre 2012  | Novembre 2013  |
| 2  | The Return of Queen Chrysalis - part 2    | My Little Pony: Friendship Is Magic - Volume 1 | My Little Pony - L'amicizia è magica 001 | 2 gennaio 2013    | Novembre 2013  |
| 3  | The Return of Queen Chrysalis - part 3    | My Little Pony: Friendship Is Magic - Volume 1 | My Little Pony - L'amicizia è magica 001 | 6 febbraio 2013   | Novembre 2013  |
| 4  | The Return of Queen Chrysalis - part 4    | My Little Pony: Friendship Is Magic - Volume 1 | My Little Pony - L'amicizia è magica 001 | 6 marzo 2013      | Novembre 2013  |
| 5  | Nightmare Rarity - part 1                 | My Little Pony: Friendship Is Magic – Volume 2 | My Little Pony - L'amicizia è magica 002 | 27 marzo 2013     | 19 giugno 2014 |
| 6  | Nightmare Rarity - part 2                 | My Little Pony: Friendship Is Magic – Volume 2 | My Little Pony - L'amicizia è magica 002 | 24 aprile 2013    | 19 giugno 2014 |
| 7  | Nightmare Rarity - part 3                 | My Little Pony: Friendship Is Magic – Volume 2 | My Little Pony - L'amicizia è magica 002 | 15 maggio 2013    | 19 giugno 2014 |
| 8  | Nightmare Rarity - part 4                 | My Little Pony: Friendship Is Magic – Volume 2 | My Little Pony - L'amicizia è magica 002 | 12 giugno 2013    | 19 giugno 2014 |
| 9  | Zen and the Art of Gazebo Repair - part 1 | My Little Pony: Friendship Is Magic - Volume 3 | My Little Pony - L'amicizia è magica 003 | 18 luglio 2013    | Novembre 2015  |
| 10 | Zen and the Art of Gazebo Repair - part 2 | My Little Pony: Friendship Is Magic - Volume 3 | My Little Pony - L'amicizia è magica 003 | 28 agosto 2013    | Novembre 2015  |
| 11 | Neigh Anything - part 1                   | My Little Pony: Friendship Is Magic - Volume 3 | My Little Pony - L'amicizia è magica 003 | 25 settembre 2013 | Novembre 2015  |
| 12 | Neigh Anything - part 2                   | My Little Pony: Friendship Is Magic - Volume 3 | My Little Pony - L'amicizia è magica 003 | 30 ottobre 2013   | Novembre 2015  |
| 13 | Friendship Ahoy! - part 1                 | My Little Pony: Friendship Is Magic - Volume 4 | My Little Pony - L'amicizia è magica 004 | 20 novembre 2013  | 15 giugno 2016 |
| 14 | Friendship Ahoy! - part 2                 | My Little Pony: Friendship Is Magic - Volume 4 | My Little Pony - L'amicizia è magica 004 | 18 dicembre 2013  | 15 giugno 2016 |
| 15 | Bookworms - part 1                        | My Little Pony: Friendship Is Magic - Volume 4 | My Little Pony - L'amicizia è magica 004 | 15 gennaio 2014   | 15 giugno 2016 |
| 16 | Bookworms - part 2                        | My Little Pony: Friendship Is Magic - Volume 4 | My Little Pony - L'amicizia è magica 004 | 5 febbraio 2014   | 15 giugno 2016 |
| 17 | Reflections - part 1                      | My Little Pony: Friendship Is Magic - Volume 5 |                                          | 19 marzo 2014     |                |
| 18 | Reflections - part 2                      | My Little Pony: Friendship Is Magic - Volume 5 |                                          | 30 aprile 2014    |                |
| 19 | Reflections - part 3                      | My Little Pony: Friendship Is Magic - Volume 5 |                                          | 28 maggio 2014    |                |
| 20 | Reflections - part 4                      | My Little Pony: Friendship Is Magic - Volume 5 |                                          | 25 giugno 2014    |                |
| 21 | Manehattan Mysteries - part 1             | My Little Pony: Friendship Is Magic - Volume 6 |                                          | 16 luglio 2014    |                |
| 22 | Manehattan Mysteries - part 2             | My Little Pony: Friendship Is Magic - Volume 6 |                                          | 13 agosto 2014    |                |
| 23 | Petastrophe!                              | My Little Pony: Friendship Is Magic - Volume 6 |                                          | 3 settembre 2014  |                |
| 24 | Discord in Time                           | My Little Pony: Friendship Is Magic - Volume 6 |                                          | 8 ottobre 2014    |                |
| 25 | The Good, The Bad, and the Pony - part 1  | My Little Pony: Friendship is Magic - Volume 7 |                                          | 19 novembre 2014  |                |
| 26 | The Good, The Bad, and the Pony - part 2  | My Little Pony: Friendship is Magic - Volume 7 |                                          | 24 dicembre 2014  |                |
| 27 | The Root of the Problem - part 1          | My Little Pony: Friendship is Magic - Volume 7 |                                          | 28 gennaio 2015   |                |
| 28 | The Root of the Problem - part 2          | My Little Pony: Friendship is Magic - Volume 7 |                                          | 18 marzo 2015     |                |
| 29 | Issue 29                                  | My Little Pony: Friendship is Magic - Volume 8 |                                          | 25 marzo 2015     |                |
| 30 | Ponyville Days - part 1                   | My Little Pony: Friendship is Magic - Volume 8 |                                          | 13 maggio 2015    |                |
| 31 | Ponyville Days - part 2                   | My Little Pony: Friendship is Magic - Volume 8 |                                          | 17 giugno 2015    |                |
| 32 | Night of the Living Apples - part 1       | My Little Pony: Friendship is Magic - Volume 8 |                                          | 22 luglio 2015    |                |
| 33 | Night of the Living Apples - part 2       | My Little Pony: Friendship is Magic - Volume 8 |                                          | 12 agosto 2015    |                |
| 34 | Siege of the Crystal Empire - part 1      | Siege of the Crystal Empire                    |                                          | 16 settembre 2015 |                |
| 35 | Siege of the Crystal Empire - part 2      | Siege of the Crystal Empire                    |                                          | 21 ottobre 2015   |                |
| 36 | Siege of the Crystal Empire - part 3      | Siege of the Crystal Empire                    |                                          | 18 novembre 2015  |                |
| 37 | Siege of the Crystal Empire - part 4      | Siege of the Crystal Empire                    |                                          | 16 dicembre 2015  |                |
| 38 | Don't You Forget About Us - part 1        |                                                |                                          | 13 Gennaio 2016   |                |
| 39 | Don't You Forget About Us - part 2        |                                                |                                          | 10 Febbraio 2016  |                |
| 40 | Issue 40                                  |                                                |                                          | 16 Marzo 2016     |                |
| 41 | Issue 41                                  |                                                |                                          | 13 Aprile 2016    |                |
| 42 | Issue 42                                  |                                                |                                          | 11 Maggio 2016    |                |
| 43 | Ponies of Dark Water - part 1             |                                                |                                          | 15 Giugno 2016    |                |
| 44 | Ponies of Dark Water - part 2             |                                                |                                          | 27 Luglio 2016    |                |
| 45 | Ponies of Dark Water - part 3             |                                                |                                          | 31 Agosto 2016    |                |

## Dettagli fumetti

### The Return of Queen Chrysalis
- Numeri: 1 - 4
- Titolo italiano: My Little Pony - L'amicizia è magica 001

Chrysalis, regina dei changeling, progetta di vendicarsi di Twilight Sparkle per la sconfitta subita nel matrimonio tra suo fratello e Cadance assorbendo la sua magia. Twilight e le sue amiche scoprono che i changeling hanno catturato e sostituito i cittadini di Ponyville, e sono in grado di salvare tutti, tranne le Cutie Mark Crusaders, che Chrysalis ha imprigionato nel suo regno. Chrysalis sfida le sei amiche per salvare le Cutie Mark Crusaders, con soli tre giorni di tempo. Con L'impossibilità di contattare Celestia, Twilight preoccupa che la scadenza coincida con il passaggio della Cometa Secretariat, che amplificherebbe la sua magia. Arrivate nel suo regno, Chrysalis usa i suoi changeling per provocare fratture tra le sei e separarle. Esse si affacciano nella lotta e raggiungono Chrysalis, che intrappola gli amici di Twilight con le puledre. Chrysalis decide di fare di Twilight una sua allieva, invece di assorbire la sua magia, minacciando di uccidere i suoi amici se lei non accetta. Twilight sceglie di salvare i suoi amici e, potente come la cometa volante in testa, sconfigge Chrysalis ed i suoi scagnozzi con una potente raffica di magia, e li intrappola nel suo castello. Twilight e i pony liberati vengono in seguito raggiunti fuori dalla Principessa Celestia e Spike, che sono stati impegnati a combattere orde di coccatrici giganti a Canterlot.

### Nightmare Rarity
- Numeri: 5 - 8
- Titolo italiano: My Little Pony - L'amicizia è magica 002

Twilight Sparkle ed i suoi amici sono stati colpiti da incubi per una settimana, e decidono di tenere un pigiama party insieme per capire cosa stia succedendo. Durante la notte, Rarity viene rapita da un miasma scuro. Gli altri imparano da Princess Luna che Rarity è stata presa dalle stesse forze che, mille anni prima, trasformano lei in Nightmare Moon come loro regina. Accompagnate da Luna e Spike, le cinque amiche si avventurano al dominio delle forze per salvare Rarity. Quando arrivano, scoprono che Rarity è stata trasformata in nuova regina delle forze incubo, Nightmare Rarity, dopo essere stata convinta che i suoi amici si preoccupano poco per lei. Gli amici vengono sopraffatti dalle forze incubo e rinchiusi. Twilight esorta Luna di tornare a Ponyville per preparare i cittadini. Spike riesce a sfuggire a Nightmare Rarity e, come Luna, parte per Ponyville con le sue forze, e salva gli altri. Luna e gli altri cittadini di Ponyville si difendono contro Nightmare Rarity, dando tempo sufficiente per Twilight, Spike, e gli altri per arrivare. Utilizzando la potenza della loro amicizia, gli amici trasformano le creature - incubo presenti sulla luna in creature lunari docili. Poi si girano e vincono Nightmare Rarity, e infine dissipano lo spirito maligno presente in lei, facendola tornare la Rarity di prima. Luna e le creature lunari ringraziano i pony per il loro aiuto prima di partire, mentre Rarity ringrazia amorosamente i suoi amici per il loro sostegno. 

### Zen and the Art of Gazebo Repair
- Numeri: 9 - 10
- Titolo italiano:

Big McIntosh va al negozio di ferramenta per riparare il gazebo di casa. È agguato da diversi cittadini di Ponyville mentre passa attraverso la fiera estiva Summer Wrap-Up (controparte estiva del Winter Wrap-Up della serie animata), solo per scoprire che la ferramenta è in rovina dalle buffonate delle Cutie Mark Crusaders che cercano di costruire i propri fuochi d'artificio. Big Mac torna alla fiera per individuare il proprietario del negozio di hardware, Lugnut, continuando ad essere circondato dalle altre attività della fiera. Sebbene Big Mac si scomponga per aver sprecato il giorno, Zecora ricorda lui di pensare ai ricordi felici che aveva dagli eventi. Big Mac alla fine trova il proprietario del negozio, il quale gli spiega che Apple Bloom ha preso tutti i chiodi in azienda per il loro lanciatore di fuochi d'artificio, e gli dà i chiodi di cui ha bisogno, così come promessa per la consegna di legname del giorno successivo. Big Mac torna alla fattoria per trovare il gazebo in rovina da un altro lancio sbagliato dal lanciatore di fuochi d'artificio delle Crusaders. Tuttavia, nelle foto conclusive, il gazebo è riparato da Big Mac con l'aiuto di Lugnut e delle Crusaders.

### Neigh Anything
- Numeri: 11 - 12
- Titolo italiano:

Shining Armor e Princess Cadance riguardano la storia di come si incontrarono come studenti delle scuole superiori alla Canterlot Academy di Twilight Sparkle e i suoi amici. Shining durante la scuola era un nerd che era colpito dalla bellezza e la bontà di Cadance e, con altri suoi amici nerd, giurava di chiederle di ballare al ballo imminente prima che l'atleta della scuola superiore Buck Withers potesse chiederglielo. Shining ed i suoi amici cercarono di "vincere" Cadance con una canzone rock, e quindi provarono a sabotare Buck durante la partita di campionato di polo, ma entrambi i piani risultarono ritorcersi contro. Shining guardava con cuore spezzato Buck chiedere a Cadance il permesso di ballare con lei. Cadance, lasciò Buck al ballo alla prima occasione e si mise a cercare Shining; dopo averlo trovato entrambi dichiararono il loro reciproco amore. Cadance e Buck vennero incoronati Regina della danza e Re, ma, vedendo il vantarsi di Buck umiliando apertamente Shining, Cadance, i loro amici, e il resto del corpo studentesco capirono quanto Buck fosse bullo. Per questo, Buck venne issato sul soffitto, mentre Cadance e Shining Armor iniziavano a ballare e a baciarsi per la prima volta.

### Friendship Ahoy!
- Numeri: 13 - 14
- Titolo italiano:

Le mane 6 vanno in spiaggia per una vacanza, dove Fluttershy va a malincuore per restituire un pesce salvato chiamato Gil all'oceano. Una nave pirata arriva presto a terra, e il suo capitano Hoofbeard sbarca in cerca di una squadra per aiutarlo a trovare un certo tesoro. I pony accettano, con Fluttershy che spera di trovare Gil dopo averlo perso tra le onde, finalmente per ricongiungersi con lui. Nel corso del viaggio, i pony imparano che Hoofbeard ammutinò dal suo equipaggio originale dopo essere ossessionato nella sua ricerca del "tesoro", e far crescere sempre più sospetto delle sue intenzioni. Una volta che li porta a una parte del mare senza vento, i pony ammutinano nel tentativo di tornare a casa. Essi vengono attaccati in rotta da un branco di Mermares, una delle quali Fluttershy capisce sia il "tesoro" di Hoofbeard di nome Jewel, che lui ama. Fluttershy convince Hoofbeard e le Mermares di fare ammenda tornando al pesciolino Gil. Twilight lancia così un incantesimo su Hoofbeard, dandogli branchie e pinne per stare con la sua amata, e le Mermares aiutano i pony a tornare a casa.

### Bookworms
- Numeri: 15 - 16
- Titolo italiano:

Twilight Sparkle trova i suoi libri morsicati da un topo di biblioteca magica, mentre il resto di Ponyville trova strani baccelli intorno alla città. Twilight, Pinkie Pie, Rainbow Dash, e Rarity magicamente entrano nei libri per cercare di fermare il topo da biblioteca e riparare il danno, ma diventano distratte quando si trovano in varie storie e racconti originali. Alla fine, sono intrappolati in un vuoto bianco, credendo che il topo abbia completamente mangiato tutti i loro libri. Nel frattempo, a Ponyville, Applejack e Fluttershy scoprono che i personaggi di fantasia dei libri stanno emergendo dai baccelli e progettano di prendere in consegna il loro mondo. Twilight e le sue amiche si rendono conto che possono creare le proprie storie per attirare il topo di biblioteca a loro, mentre Applejack, Fluttershy, e Spike, intrappolati dai personaggi malvagi, inviano un messaggio tramite un fumetto a Twilight sulla loro situazione. Twilight mostra il topo da biblioteca del danno causato dal suo consumo vorace dei libri ai suoi amici, e il topo di biblioteca si offre per aiutare a risolvere tutto. Twilight, i suoi amici e il topo di biblioteca rimettono a posto Ponyville, e il ricordo del topo di biblioteca delle storie restituisce la biblioteca alla normalità e pulisce i personaggi di fantasia a distanza.

### Reflections
- Numeri: 17 - 20
- Titolo italiano:

Twilight e le sue amiche indagano sul perché della scomparsa della Principessa Celestia al di là di uno specchio magico creato da Star Swirl il barbuto. I pony capiscono, attraverso le note di Star Swirl, che lui e Celestia viaggiarono in molti universi differenti attraverso lo specchio magico, fino a quando Celestia iniziò incautamente ad usarlo per visitate un mondo particolare. Poco dopo, Celestia ritorna dallo specchio e spiega che lei ha visitato un'Equestria alternativa, in cui tutti i pony hanno carattere opposto a quelli di quella vera. Essi sono inoltre governati dalla versione buona di re Sombra, di cui lei è innamorata. Celestia spiega poi che Sombra è in pericolo, perché è attaccato dalle controparti malvagie di lei e di Princess Luna. Per questo manda le protagoniste in quel mondo per aiutare Sombra. Combattendo le principesse del male, però, le sei scoprono che l'uso eccessivo di Celestia del portale fa che essa si indebolisca e quella cattiva si rafforzi. Alla fine, il loro confronto fonde i due mondi, portando le buone principesse a combattere le loro controparti. Celestia chiede agli altri di sigillare se stessa e la sua controparte combinando gli elementi dell'armonia con il cristallo magico di Sombra. Invece, Sombra, per salvare la sua amata, utilizza a sacrificio gli Elementi per assorbire dentro di se il male delle principesse del suo mondo, ristabilendo l'equilibrio di entrambi i mondi. Ognuno ritorna al suo mondo originale e lo specchio viene distrutto, con un unico pezzo tenuto dal Celestia in memoria del Sombra buono.

### Manehattan Mysteries
- Numeri: 21 - 22
- Titolo italiano:

### Petastrophe!
- Numero: 23
- Titolo italiano:

### Discord in Time
- Numero: 24
- Titolo italiano:

Discord offre a Fluttershy e le CutieMark Crusaders un viaggio nel tempo che li riporterà al tempo di una vecchia "molto più che amica" del Draconequus.

## L'amicizia è perfida
Un piccolo spin-off della serie che racconta delle origini o degli albori di cinque cattivi della serie: Sombra, Tirek, le Sirene Dazling, Nightmare Moon e Chrysalis.

### Sombra
Mentre ispezionano le stanze del palazzo di cristallo, Twilight e Cadence trovano l'autobiografia del sovrano.
Sombra fu l'unica cosa che seppe dire quando le guardie di cristallo lo trovarono in mezzo alla neve e di quella parola ne fecero il suo nome. Sombra fu portato all'orfanotrofio del paese dove imparò velocemente a parlare bene ma venne allontanato dagli altri puledri in quanto privo della carnagione cristallina e del curie mark. L'unica con cui fece amicizia fu una certa Radiant Hope, un'unicorno con fianco bianco che vedeva fatine ovunque. La loro amicizia crebbe tanto da trasformarsi quasi in amore, il loro sogno era di partecipare alla Festa del Cuore di Cristallo ma ogni volta che il festival veniva celebrato, Sombra si paralizzava e si contorceva dal dolore, per poi riprendersi il giorno dopo. Quando i due videro il cuore di cristallo, prima del festival, Hope vedeva al suo interno un futuro da principessa e Sombra il suo da dittatore. Gli anni passarono e durante la dolorosa paralisi Sombra rischiò di scomparire ma Radiant lo salvò ottenendo un curie mark di medicina. Dato il grande potere di Hope, ella ottenne il permesso di studiare da Celestia e diventare una principessa. Spaventato che anche il suo destino di oscuro dittatore si avverasse, Sombra fuggì, ma incappò nel cristallo nero che lo aveva messo al mondo che gli spiegò le sue origini: era un Umbrus, un Pony d'Ombra. Quando sua "madre" risvegliò il suo lato oscuro, Sombra divenne un vero e proprio mostro. Mancava un'ultima cosa: riportare le reliquie della sua gente alla luce e riportare loro in vita, ma per farlo il cuore di cristallo doveva sparire. Mentre lo trafugava, Princess Amore lo convinse a non accettare il suo destino e di cambiarlo ma Sombra la tramutò in pietra e la frantumò sotto gli occhi di Radiant che scappò via spaventata. Incornatosi Re dei Mostri, Sombra schiavizzò l'intero paese, la sua biografia si conclude con il piano B in caso Hope avesse avvertito le due principesse ed esse lo avrebbero sconfitto: trascinarsi Impero e pony di Cristallo nella sua tomba, tranne Radiant Hope, in onore della loro amicizia.
Twilight e Cadence decidono di lasciare il manoscritto lì e mentre ritornano in superficie il corno spezzato di Sombra si ricompone lentamente nell'Umbrus.

### Tirek
Soliti a far visita all'eremita Sendak, suo maestro, il principe Scorpan e il principe Tirek, quest'ultimo assieme al maestro è l'unico centauro dotato di magia,  scopre da lui che per potenziare la propria magia, Sendak abbia rapito un unicorno da Equestria. Tirek viene affascinato dall'assorbimento della magia e quando suo padre Vorak dopo averlo sgridato, per aver trasgredito le regole, scopre quando mentre parla con la moglie Haydon che il re teme del potere del figlio. Capendo che temere è potere, Tirek cerca di assorbire la magia dell'Unicorno di Sendak, ma le cose non vanno come sperato e la casa dell'eremita esplode e il pony viene trovato e riportato a casa sua, mentre Tirek scopre di essere dipendente dall'assorbimento di magia promettendosi di diventare con essa una forza indomita.

### Le Sirene
Periodo classico. Adagio, Aria e Sonata, sono tre Sirene che assorbono l'odio dei pony, alimentato dal loro canto, per aumentare la loro magia. Un giorno, il trio decide d'impadronirsi di Canterlot, partecipando ad un concorso musicale ipnotizzando l'intero Colosseo, ma i giudici e il pubblico pare essere immune alle loro "cantilene di campagna". Le tre allora decidono di creare un nuovo stile musicale, Sonata, masticando una gomma da masticare, da ad Adagio l'idea della musica Pop. Il giorno dopo, le Sirene fanno un tale figurone con il loro Pop, che solo Starswirl il Barbuto, capisce che c'è dietro la musica di ipnosi e combatte il fuoco con il fuoco. La loro battaglia musicale porta alla creazione di altri stili nel giro di un paio di settimane, ma le Sirene ne escono vincitrici. Sconfitto, Starswril usa uno specchio magico per intrappolare in un'altra dimensione dove la magia fosse precaria, il Mondo Reale. Starswril conclude il racconto che non averle convinte ad usare la loro magia per il bene, considera la sua vittoria sulle Sirene il suo più grande fallimento. Intanto le tre Sirene, trasformate in umane, progettano di recuperare sufficiente magia per tornare a casa, grazie ai loro medaglioni.

### Nightmare Moon
Dopo che Celestia bandì Nightmare Moon sulla luna, il suo schianto creò un cratere a forma di puledra. Ripresasi dalla lotta, Moon trova all'orizzonte il castello dei nyx, gli abitanti della luna che donano i sogni agli abitanti della terra. Moon viene accolta nel castello ma, per via della legge, non può usufruire dei loro sogni per crearli. Nightmare Moon, allora si fa aiutare da una nyx esuberante per cercare di fare uno "scherzo" a Celestia, ma la sovrana si è già protetta la mente, così Nightmare decide di creare un incubo potente da alterare un ricordo di un pony affinché sparga la voce della crudeltà di Celestia. Il piano funziona, ma Celestia riesce a resettare la mente dei pony ogni volta che Moon mette in atto il suo piano, finché Shining Armor la convince a battersi contro Nightmare Moon per il bene dei pony e della sua magia indebolita dai reset mnemonici. Celestia allora riesce ad abbattere la sua barriera mentale, mentre Nightmare, con l'aiuto dei nyx, ormai corrotti dagli incubi, riesce ad entrarle in testa e a batterla, ma Celestia con l'appoggio dei pony e Shining riesce a sconfiggere l'ego oscuro di sua sorella. Ritornata sulla luna, i nyx decidono di trattenerla a creare più incubi e ciò porterà alla loro corruzione in "Nightmare Rarity".

### Queen Chrysalis
Dopo gli avvenimenti de "Il ritorno di Chrysalis" i mutanti sono stati rinchiusi nel loro palazzo da un inquietante costume parlante di Pinky Pie, frattanto le guardie reali hanno eretto intorno una fortezza di massima sicurezza. Twilight fa regolarmente un colloquio con la Regina dei Mutanti per aggiornare un archivio che riporta tutti gli avvenimenti del suo popolo. Un giorno, la principessa dell'amicizia va alla fortezza con le amiche dove vedono Chrysalis ridotta all'osso e ossessionata dalla figura di Twilight mentre i suoi seguaci, per non sprecare forze, si sono addormentati nei bozzoli. Twilight quindi fa un breve recapito dei loro attacchi più importanti oltre quello di Canterlot: l'attacco alla leggendaria Timbucktuh e all'impenetrabile Trot. Il primo attacco vede i mutanti attaccare e dopo essersi trasformata nel capo delle guardie, attirò il Re Orione e il resto dei pegasi della città in una stanza per poi prosciugarli. Con la corona di Orione, Chrysalis forgiò la sua e il sovrano scappò diventando una cometa. Trot fu meta dei mutanti a causa del narcisista re che la governava, dopo essere stati scoperti, i mutanti crearono un cavallo di legno delle sembianze del re e si nascosero al suo interno, una volta portato dentro la cupola protettiva i mutanti attaccarono e Celestia riuscì ad intervenire provocando ai mutanti quelle ferite aperte al corpo che tuttora portano, poi li rinchiuse in un vulcano. I mutanti uscirono dal vulcano facendo leva sulla boria di un drago che voleva mangiarseli. Prima di andarsene, Twilight chiede alla regina se vuole raccontare le sue origini, la mutante accetta ma solo se Rainbow Dash le darà il suo libro di Daring Do. Twilight ci casca ed entra dentro la sua cella per darglielo e viene intrappolata dentro da Chrysalis e il suo capitano che si era travestito da lei. Mentre le amiche cercano aiuto, i mutanti escono dai loro bozzoli e Chrysalis racconta le sue origini: una ghianda marcia cadde in una pozza magica tossica, da quella ghianda nacque una pianta che divorò i teschi e le mosche nei dintorni. Un giorno, Starswril, facendo ricerche sulla pozza, liberò i mutanti dall'albero. Detto questo tutte le guardie irrompono nella cella e i mutanti fuggono tutti quanti.